# Aneflomorpha grandicolle
Aneflomorpha grandicolle är en skalbaggsart som först beskrevs av Linsley 1942.  Aneflomorpha grandicolle ingår i släktet Aneflomorpha och familjen långhorningar. Inga underarter finns listade i Catalogue of Life.